# Nasonovia grossa
Nasonovia grossa är en insektsart som beskrevs av Heie 1979. Nasonovia grossa ingår i släktet Nasonovia och familjen långrörsbladlöss. Inga underarter finns listade i Catalogue of Life.